# Luisenhütte Wocklum

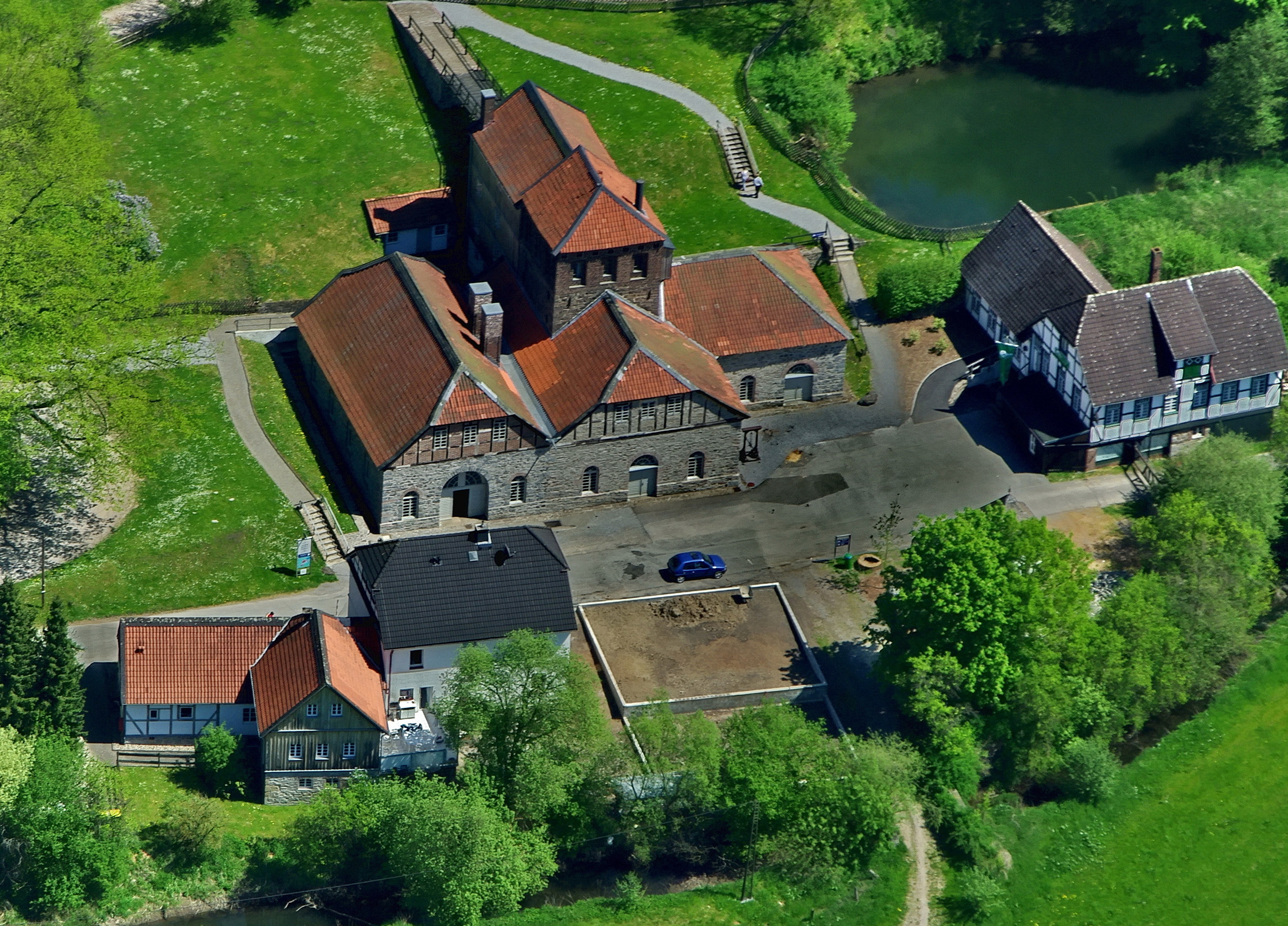
Luisenhütte Gesamtanlage (2008)

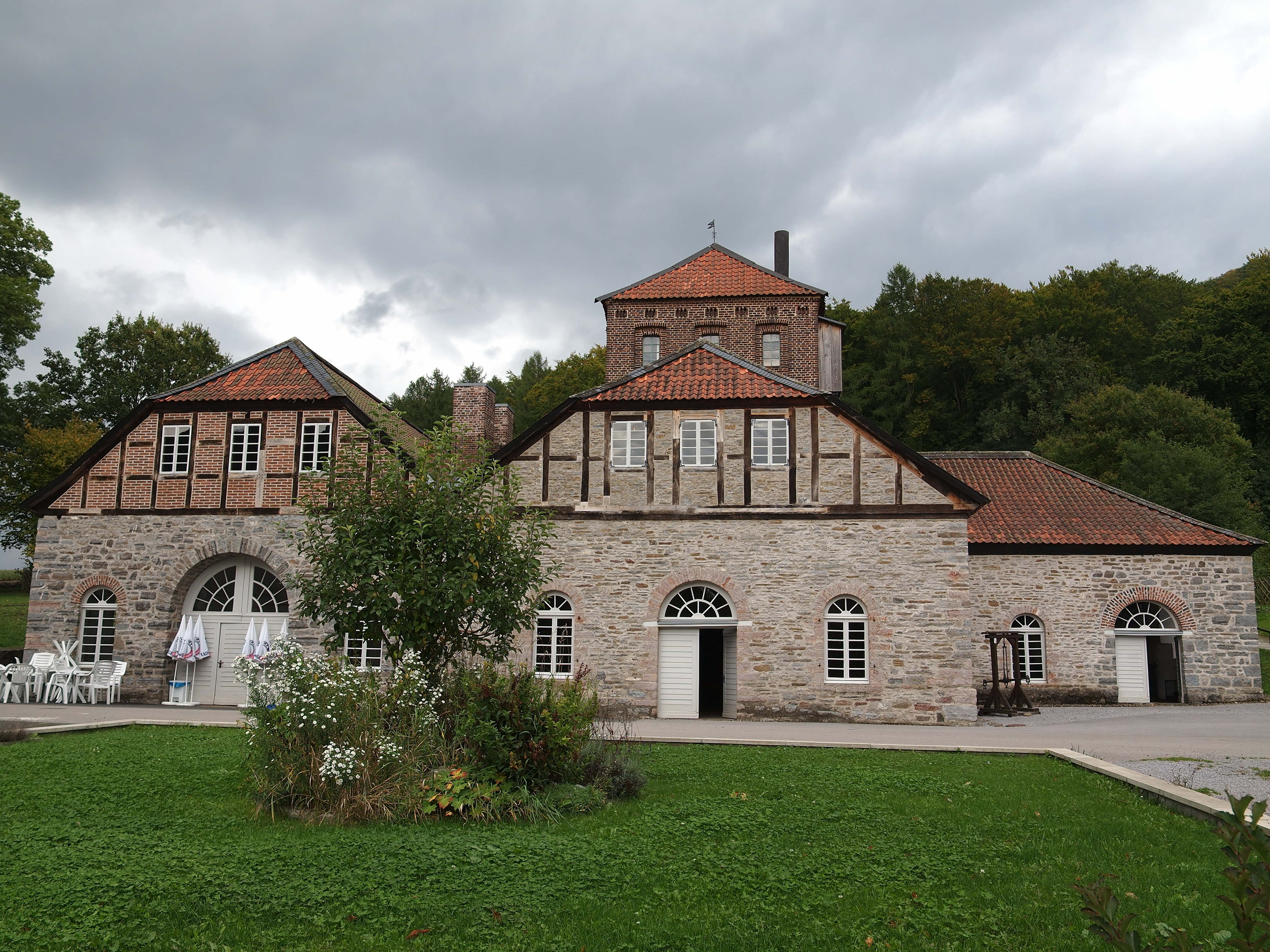
Luisenhütte

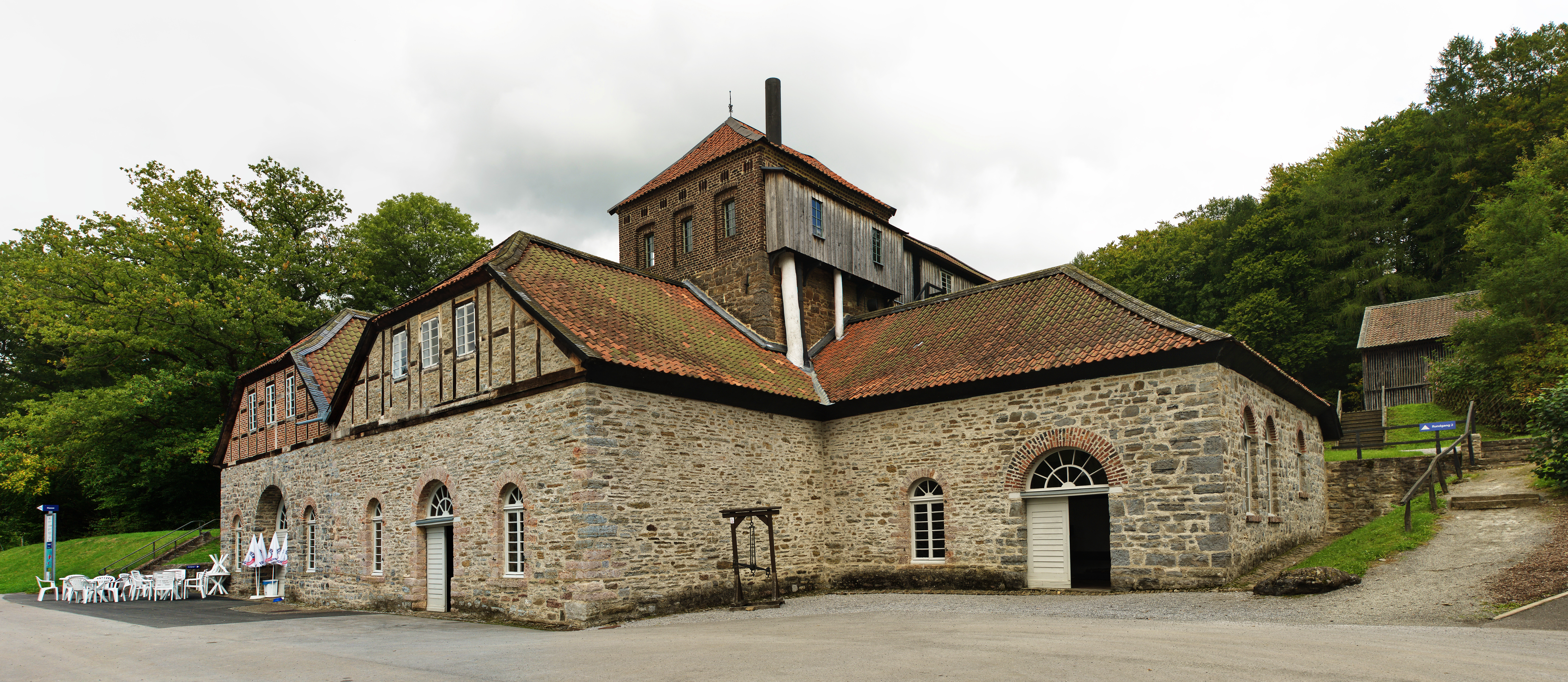
Luisenhütte – Hauptgebäude von schräg vorn

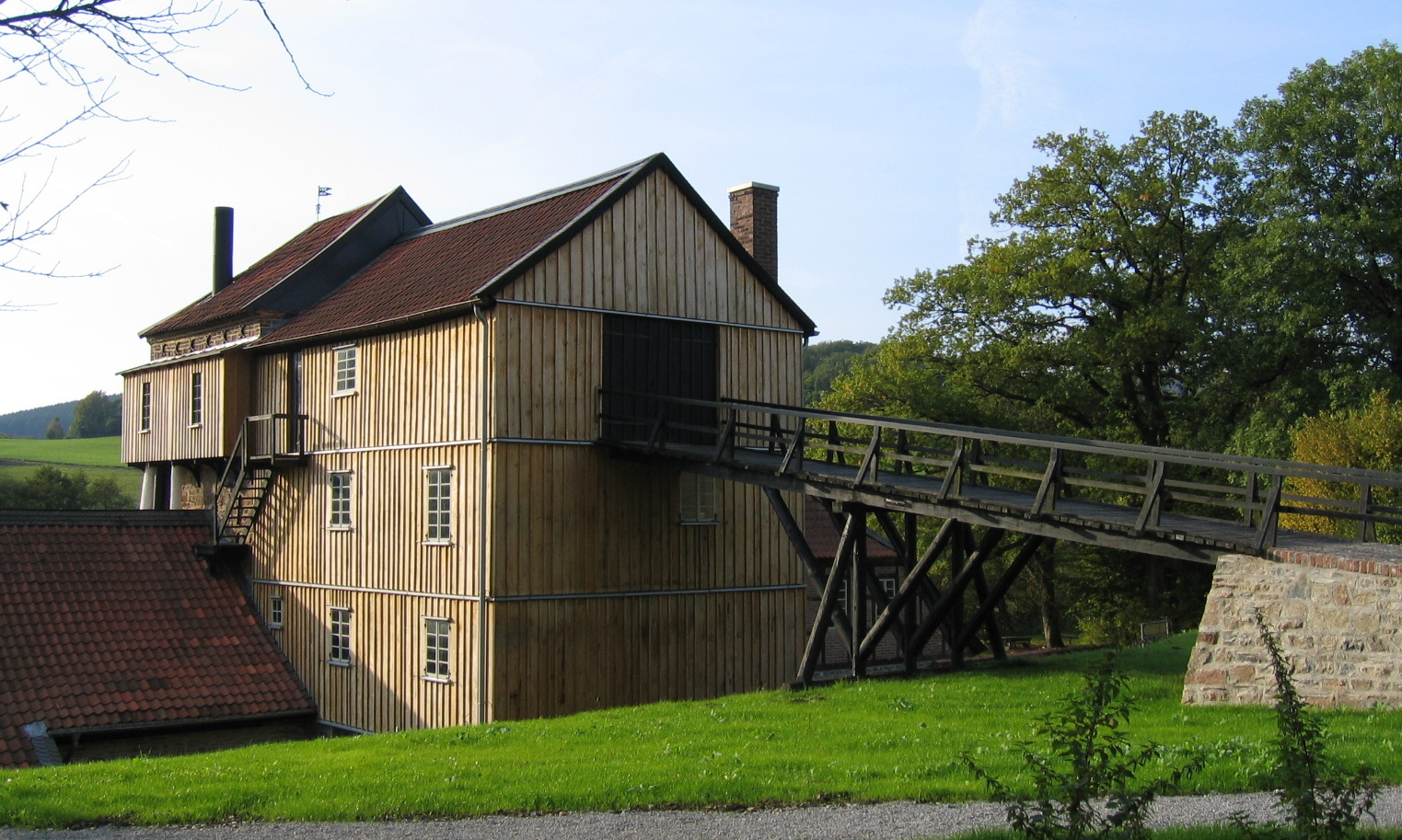
Luisenhütte (Rückansicht)

Die Luisenhütte Wocklum (auch Wocklumer Hammer) im Balver Ortsteil Wocklum ist eine der ältesten, noch erhaltenen Hochofenanlagen Deutschlands.

## Geschichte
Möglicherweise geht die Geschichte der Luisenhütte bis ins Jahr 1732 zurück. Der Bau einer Eisenhütte durch die Familie von Landsberg ist jedoch erst für das Jahr 1748 belegbar.
1758 wurde die Luisenhütte durch Clemens August von Landsberg übernommen.
Ignaz von Landsberg-Velen und Gemen, der 1812 die Besitzungen übernahm, widmete sich besonders dem Ausbau dieser Hüttenanlage. 1834 ließ er den Hochofen von 1758 durch eine modernere Anlage ersetzen. In seine Zeit fällt auch die 1835 erfolgte Namensgebung: Ludowika (Luise) von Westerholt-Gysenberg war seine Gattin.
1854 wurde die Hütte aufgrund wachsender Konkurrenz aus dem benachbarten Ruhrgebiet, England und Belgien aus- und umgebaut.
Schon bald nach der Eröffnung der ersten Eisenbahnverbindungen des Ruhrgebietes mit den Hüttenwerken des Siegerlandes wurde die Luisenhütte im Jahr 1865 wieder stillgelegt. Auch weitere Hütten des Sauerlandes in Sundwig, Amecke, Endorf und im Raum Olpe waren von den Folgen der Industrialisierung betroffen.
Für den Erhalt der Hütte als technisches Denkmal engagierte man sich erstmals 1939. Zu diesem Zweck wurde von der Gräflich Landsbergschen Verwaltung ein Überlassungsvertrag mit dem damals zuständigen Kreis Arnsberg geschlossen. Seit 1975 ist hierfür der Märkische Kreis zuständig.
Die Luisenhütte befand sich 2006 im Eigentum von Graf Landsberg-Velen.

## Bedeutung als nationales Kulturdenkmal
Die Luisenhütte ist seit 1950 technisches Kulturdenkmal und wurde 2003 als Denkmal von nationaler kultureller Bedeutung eingestuft.
In den Jahren 2004 bis 2006 wurde die Luisenhütte mit einem finanziellen Aufwand von etwa zwei Millionen Euro saniert. Die Wiedereröffnung mit neuem musealen Konzept fand am 1. Mai 2006 unter großem öffentlichen Interesse statt.

## Museum für Vor- und Frühgeschichte
Im Gebäude des ehemaligen Wocklumer Stabhammers befindet sich seit Mai 2006 das Museum für Vor- und Frühgeschichte der Stadt Balve.